# Louis Lazare
Pour les articles homonymes, voir Lazare (homonymie).
 (mars 2022).
Si vous disposez d'ouvrages ou d'articles de référence ou si vous connaissez des sites web de qualité traitant du thème abordé ici, merci de compléter l'article en donnant les références utiles à sa vérifiabilité et en les liant à la section « Notes et références ».
Louis Lazare, né le 7 octobre 1811 et mort le 12 mars 1880, fut auteur sous la direction du préfet de Rambuteau. Attaché aux archives de la ville lors des Transformations de Paris sous le Second Empire, il est chargé de recenser à l'écrit les modifications apportées à Paris sous le Second Empire. Il est notamment connu pour sa co-écriture avec Felix Lazare du Dictionnaire administratif et historique des rues de Paris et de ses monuments, paru en 1844 afin de faire un état très précis du tissu urbain parisien juste avant les travaux d'Haussmann.